# Poropoea indica
Poropoea indica är en stekelart som beskrevs av Subba Rao 1970. Poropoea indica ingår i släktet Poropoea och familjen hårstrimsteklar. Inga underarter finns listade i Catalogue of Life.